# ブライアン・ブレイド
ブライアン・ブレイド（Brian Blade、1970年7月25日 - ）は、アメリカのジャズ・ミュージシャン、セッションミュージシャン、シンガーソングライター、バンドリーダー、作曲家。担当楽器はドラム、パーカッション、ギター、ボーカル。

## 来歴
アメリカ合衆国ルイジアナ州生まれ。幼いころにスティーヴィー・ワンダーやアル・グリーンを聞き、ゴスペル音楽に触れ合って育つ。
小学校に入ったころから様々な打楽器をたたくようになり、9歳から13歳の頃にはオーケストラでヴァイオリンも演奏していた。その後、兄の影響でドラムを演奏するようになる。
高校に入り、ジョン・コルトレーン、チャーリー・パーカー、マイルス・デイヴィス、アート・ブレイキー、セロニアス・モンク、エルヴィン・ジョーンズ、ジョニ・ミッチェル等を聞き始める。
18歳になり、ロヨラ大学へ通うためにニューオーリンズへ移住。そこでエリス・マルサリス等のニューオーリンズに住む有名ミュージシャン達とセッションを交わした。
そのあと、ジョシュア・レッドマン、ケニー・ギャレットのサイドマンとしてデビュー。ジャズ・シーンの精鋭のみならず、ジョニ・ミッチェル、ボブ・ディラン、ダニエル・ラノワらロック界の大御所のレコーディングにも参加した。
1997年、ジェフ・パーカー、ジョン・カワード、クリストファー・トーマス、マイロン・ウォルデン、メルヴィン・バトラーを集めて「ザ・フェロウシップ」バンドを結成し、バンド名を冠したアルバム『ブライアン・ブレイド・フェロウシップ』（1998年）を発表した。2000年にギタリストはジェフ・パーカーからカート・ローゼンウィンケルに交代した。
2000年に入ってウェイン・ショーターの新アコースティック・カルテットにダニーロ・ペレス、ジョン・パティトゥッチと共に加入した。
2009年にはシンガーソングライターとしてのアルバム『ママ・ローザ』をリリースした。この中ではアコースティック・ギターを持ってブルースやフォーク調のシンプルな曲を歌っている。2009年頃からダニエル・ラノワとのロックバンドブラック・ダブを結成し、ワールドツアーを行い、同時期にワールドツアー中だった、チック・コリアとジョン・マクラフリンのファイヴ・ピース・バンドにも参加してアジア・ツアーの成功および同バンドで第52回グラミー賞（最優秀ジャズ・インストゥルメンタル・アルバム）を獲得した。
自身のバンド「ザ・フェロウシップ」、ウェイン・ショーターのアコースティック・カルテット、「ブラック・ダブ」他、様々なミュージシャンのレコーディングに参加したり、ライヴサポートを続けながら、2010年の後半にはチック・コリア、クリスチャン・マクブライドとのトリオでツアーを行うなど日々新しい音楽の息吹を求め、最も多忙なジャズ・ミュージシャンのひとりとして世界を飛び回っている。

## ディスコグラフィ

### リーダー・アルバム
- 『ブライアン・ブレイド・フェロウシップ』 - Brian Blade Fellowship (Blue Note) 1998年
- 『パーセプチュアル』 - Perceptual（1999年録音）(Blue Note) 2000年
- 『シーズン・オブ・チェンジズ』 - Season of Changes (Verve) 2008年
- 『ママ・ローザ』 - Mama Rosa (Verve Forecast) 2009年
- 『ランドマークス』 - Landmarks (Blue Note) 2014年
- 『チルドレン・オブ・ザ・ライト』 - Children of the Light (Mack Avenue) 2015年
- 『ボディ・アンド・シャドウ』 - Body and Shadow (Blue Note) 2017年

### ブラック・ダブ
（ブライアン・ブレイド、ダニエル・ラノワ、ダリル・ジョンソン、トリクシー・ウィートリー）
- 『ブラック・ダブ』 - Black Dub (Red Ink/Sony) 2010年

### 共同名義アルバム
ウォルフガング・ムースピールおよびマーク・ジョンソンとのトリオ
- Real Book Stories (Quinton) 2001年
- Air, Love, and Vitamins (Quinton) 2004年

ウォルフガング・ムースピールとのデュオ
- Friendly Travelers (Material) 2007年
- Friendly Travelers Live (Material) 2008年

ロン・マイルスおよびビル・フリゼールとのトリオ
- 『クイヴァー：三人主義』 - Quiver (Enja) 2012年

ジョン・パティトゥッチおよびダニーロ・ペレスとのトリオ
- 『チルドレン・オブ・ザ・ライト』 - Children of the Light (Mack Avenue) 2015年

### 参加アルバム
- ケニー・ギャレット : 『ブラック・ホープ』 - Black Hope (Warner Bros.) 1992年
- ジョシュア・レッドマン : 『ムード・スウィング』 - Moodswing（1994年録音）(Warner Bros.) 1994年
- ブラッド・メルドー : 『イントロデューシング』 - Introducing Brad Mehldau（1995年録音）(Warner Bros.) 1995年
- ジョシュア・レッドマン : 『スピリット・オブ・ザ・モーメント：ライヴ・アット・ザ・ヴィレッジ・ヴァンガード』 - Spirit of the Moment Live at Village Vanguard（1995年録音）(Warner Bros.) 1995年
- ケニー・ギャレット : 『トリオロジー』 - Triology (Warner Bros.) 1995年
- ケニー・ギャレット : 『追求（PURSUANCE）：コルトレーンに捧ぐ』 - Pursuance: Music of John Coltrane (Warner Bros.) 1996年
- ジョシュア・レッドマン : 『フリーダム・イン・ザ・グルーヴ』 - Freedom in the Groove (Warner Bros.) 1996年
- ボブ・ディラン : 『タイム・アウト・オブ・マインド』 - Time Out of Mind（1996年～録音）(Columbia) 1997年
- ジョシュア・レッドマン : 『タイムレス・テイルズ』 - Timeless Tales (For Changing Times) (Warner Bros.) 1998年
- マーク・ターナー（英語版） : In This World（1998年録音）(Warner Bros.) 1998年
- ジョニ・ミッチェル : 『テイミング・ザ・タイガー』 - Taming the Tiger（1997年録音）(Reprise) 1998年
- マーク・ターナー : Ballad Session（1999年録音）(Warner Bros.) 2000年
- ジョー・ヘンリー（英語版） : Scar（2000年録音）(Mammoth) 2001年
- ジョン・パティトゥッチ : Communion（2001年録音）(Concord) 2001年
- ノラ・ジョーンズ : 『ノラ・ジョーンズ』 - Come Away with Me（2001年録音）(Blue Note) 2002年
- ウェイン・ショーター : 『フットプリンツ〜ベスト・ライヴ!』 - Footprints Live!（2001年録音）(Verve) 2002年
- ハービー・ハンコック/マイケル・ブレッカー/ロイ・ハーグローヴ : 『ディレクションズ・イン・ミュージック〜マイルス&コルトレーン・トリビュート』 - Directions in Music: Live at Massey Hall（2001年録音）(Verve) 2002年
- チャーリー・ヘイデン : 『アメリカン・ドリームス』 - American Dreams（2002年録音）(Verve) 2002年
- ジョシュア・レッドマン : 『エラスティック』 - Elastic (Warner Bros.)　2002年
- ジョニ・ミッチェル : 『トラヴェローグ』 - Travelogue（2002年録音）(Nonesuch) 2002年
- ウォルフガング・ムースピール（英語版） : Real Book Stories (Quinton) 2003年
- ジョン・パティトゥッチ : Songs, Stories & Spirituals (Concord) 2003年
- ウェイン・ショーター : 『アレグリア』 - Alegría (Verve) 2003年
- ウェイン・ショーター : 『ビヨンド・ザ・サウンド・バリアー』 - Beyond the Sound Barrier（2002年～2004年録音）(Verve) 2005年
- ノラ・ジョーンズ : 『フィールズ・ライク・ホーム』 - Feels Like Home（2003年～録音）(Blue Note) 2004年
- ジョシュア・レッドマン : 『モメンタム』 - Momentum (Nonesuch) 2005年
- ジョン・パティトゥッチ : 『ライン・バイ・ライン』 - Line by Line (JVC Victor/Concord) 2006年
- サム・ヤエル（英語版）・トリオ : 『トゥルース・アンド・ビューティ』 - Truth and Beauty (ewe) 2006年
- ジョニ・ミッチェル : 『シャイン』 - Shine (Hear Music/Universal) 2007年
- ジョシュア・レッドマン : 『バック・イースト』 - Back East (Nonesuch) 2007年
- ジョシュア・レッドマン :『コンパス』 - Compass（2008年録音）(Nonesuch) 2009年
- ジョン・パティトゥッチ : Remembrance (Concord) 2009年
- ウェイン・ショーター : 『ウィズアウト・ア・ネット』 - Without a Net（2010年～録音）(Blue Note) 2013年
- ジョシュア・レッドマン : 『ウォーキング・シャドウズ』 - Walking Shadows（2012年9月録音）(Nonesuch) 2013年
- アイアン・アンド・ワイン : Ghost on Ghost (4AD/Nonesuch) 2013年
- チック・コリア・トリオ : 『トリロジー』 - Trilogy (Concord) 2013年（第57回グラミー賞（最優秀ジャズ・インストゥルメンタル・アルバム））
- ジョン・パティトゥッチ : Viva Hermeto! (Borandá) 2014年
- アントニオ・サンチェス : Birdman (Milan) 2014年
- ビリー・チャイルズ : Map to the treasure: Reimagining Laura Nyro (Sony) 2014年
- ジェニー・シェインマン（英語版） : The Littlest Prisoner (Sony) 2014年
- サラ・マクラクラン : Shine On (Verve) 2014年
- ウォルフガング・ムースピール : Driftwood (ECM) 2014年
- ジョー・ジャクソン : Fast Forward (Caroline) 2015年
- ジョエル・ハリソン（英語版） 5 : Spirit House (Whirlwind) 2015年
- ウォルフガング・ムースピール : Rising Grace (ECM) 2016年
- ノラ・ジョーンズ : 『デイ・ブレイクス』 - Day Breaks (Blue Note) 2016年
- ジョシュア・レッドマン : 『スティル・ドリーミング』 - Still Dreaming（2017年4月録音）(Nonesuch) 2018年
- ウェイン・ショーター : 『エマノン』 - Emanon (Blue Note) 2018年